# 39 статей англиканского вероисповедания
39 статей (англ. 39 Articles of Religion) — набор доктринальных формул, принятый Англиканской церковью. Первый текст был выпущен в 1563 году; свою окончательную форму они получили в 1571 году. Они не являются изложением христианского учения в форме символа веры; скорее, они представляют собой краткое изложение догматических принципов, каждый из которых касается какого-либо вопроса в современной полемике. До 1865 года духовенство было обязано принимать каждый из них, но затем было заменено более общим согласием, и с 1975 года статьи должны были быть приняты только как один из исторических формуляров Англиканской церкви, которые свидетельствуют о вере, явленной в Священном Писании и изложенной в католических символах веры.
Один из трех основополагающих документов, составляющих основу или конституцию англиканства. Два других — Книга общих молитв и Ординал Англиканской церкви.

## История
На 39 статьях базируется суммарное изложение веры церкви Англии. Они были сформулированы на соборе в 1563 году на базе 42 статей, вероучительного документа Англиканской церкви, созданного в 1553 году. Клири подписались под 39 статьями, утверждёнными в качестве Парламентского акта в 1571 году.
Будучи частью умеренного курса Елизаветы I статьи характеризуются взвешенной вероучительной широтой, поскольку и не было намерения сформулировать в этом документе догматические вероучительные формулировки. Очевидно, что они сформулированы достаточно пространно и неопределённо, позволяя множество интерпретаций. Церковь Англии до сих пор требует от своих священнослужителей публично декларировать свою верность этим статьям.
Статьи базируются на труде Томаса Кранмера — бывшего архиепископом кентерберийским в 1533—1556 годах. В годы царствования Генриха VIII Кранмер со своими коллегами подготовили несколько сборников вероучительных формулировок, но они нашли своё приложение только в царствование Эдуарда VI, когда церковные реформаторы получили возможность претворить в жизнь более полные изменения. Незадолго до кончины Эдварда VI Кранмер представил сборник доктринальных формулировок, содержавший 42 статьи, который стал последним значительным вкладом Кранмера в формирование англиканства.
Мария Тюдор изъяла из церковного оборота 42 статьи, возвратив Англии католическую веру; тем не менее труд Кранмера сыграл свою роль в истории, став источником 39 статей, установленных в качестве доктринальной основы церкви Англии. Существуют 2 редакции 39 статей: версия 1563 года на латыни и редакция 1571 года на английском.
39 статей отвергают те учения и практики Католической Церкви, которые в общем порицаются протестантами. Например, они отвергают учение о Пресуществлении (статья 28), Литургической жертве (статья 31) и безгрешности Богородицы (Статья 15). В то же время они подтверждают, что Писание является высшим авторитетом в вопросе спасения (статья 6), грех Адама негативно повлиял на человеческую свободную волю (статья 10), Хлеб и Вино должны преподаваться всем на Вечере Господней (статья 30), священнослужителям разрешается жениться (статья 32).

## Текст
Ниже приводится перевод текста 39 статей так, как они изложены в Книге общих молитв 1662 года.
1. О вере в Святую Троицу. Есть только один живой и истинный Бог, присносущный, бесплотный, нераздельный, бесстрастный, обладающий бесконечными силой, премудростью и благостию. Он есть Создатель и Хранитель всех видимых и невидимых творений. В едином Божестве суть три ипостаси, единые сущностью, силой и вечностью — Отец, Сын и Святой Дух.
2. О Слове или Сыне Божием, истинно вочеловечившемся. Сын, Слово Отчее, рождённый от вечного Отца, истинный и вечный Бог, единосущный Отцу, воспринял человеческие природу и сущность от чрева благословенной Девы. Так что две цельных и совершенных природы, Божественная и человеческая, объединились в одной Личности, навсегда нераздельной. Эта Личность есть Христос, истинный Бог и истинный Человек; Он воистину пострадал, был распят, умер, был погребён, чтобы примирить Своего Отца с нами и стать Жертвой, не только за первородный грех, но также и за все грехи человечества.
3. О сошествии Христа в ад. Как Христос умер за нас и был погребён, так следует веровать, что Он сошёл в ад.
4. О Воскресении Христовом. Христос воистину воскрес из мёртвых в Своём Теле, с плотью, костями и всем, свойственным совершенной человеческой природе. И таким образом Он восшел на небо, где восседает до тех пор, когда Он вновь придёт судить людей в последний день.
5. О Святом Духе. Святой Дух, исходящий от Отца и Сына, имеет одну сущность, величие и славу с Отцом и Сыном, Он есть истинный и вечный Бог.
6. О достаточности Священного Писания для спасения. Священное Писание содержит всё, необходимое для спасения. Таким образом, нельзя требовать от человека, чтобы он веровал или считал необходимым для спасения то, что не содержится в Писании или не может быть доказано на основании Писания. Под именем Священного Писания мы понимаем канонические книги Ветхого и Нового Заветов, авторитет которых никогда не подвергался сомнению в Церкви.
Канонические книги: Бытие, Исход, Левит, Числа, Второзаконие, Книга Иисуса Навина, Книга Судей, Руфь, Первая книга Самуилова, Вторая Книга Самуилова, Первая Книга Царей, Вторая Книга Царей, Первая книга Хроник, Вторая Книга Хроник, Первая Книга Ездры, Вторая Книга Ездры, Книга Есфирь, Книга Иова, Псалтирь, Притчи, Экклезиаст (или Проповедник), Кантика (или Песни Соломона), четыре великих пророка, двенадцать малых пророков.
Другие книги (по словам Иеронима) Церковь читает для назидания в жизни и научения праведности, но не основывает на них вероучения. К этим книгам относятся: Третья книга Ездры, Четвёртая Книга Ездры, Книга Товита, Книга Иудифи, отрывки из Книги Эсфирь, Книга Премудрости, Книга Иисуса, сына Сирахова, Варух, песнь трёх отроков, история Сусанны, история о Виле и драконе, Молитва Манассии, Первая Книга Маккавеев, Вторая Книга Маккавеев.
Все книги Нового Завета, обычно признаваемые, мы признаём и считаем их каноническими.
7. О Ветхом завете. Ветхий Завет не противоречит Новому, ибо в Ветхом и Новом Заветах людям предлагается вечная жизнь во Христе, единственном Посреднике между Богом и человечеством, Богочеловеке. Поэтому не слышно тех, кто делает вид, что ветхие отцы искали только временные блага. Хотя закон о церемониях и обрядах, данный Богом через Моисея, не обязателен для христиан; хотя гражданские установления этого закона не обязательно должны приниматься в обществе; но ни один христианин не освобождается от исполнения так называемых моральных заповедей.
8. О трёх Символах веры. Три Символа веры — Никейский, Афанасьевский и обычно называемый Апостольским, должны быть приняты с верою, так как они могут быть подтверждены несомненными свидетельствами из Писания.
9. О первородном грехе. Первородный грех состоит не в последовании примеру Адама (как тщетно учили пелагиане). Но это — повреждённость и развращённость природы каждого человека, естественным путём наследуемые потомками Адама. Из-за этого человек очень далеко отступил от изначальной праведности и по собственной природе стремится ко злу, так что плоть всегда желает противного духу. Поэтому каждый человек, рождённый в мир, достоин Божиих гнева и проклятия. И эта немощь природы остаётся, увы, свойственной даже возрождённым. И похоть плоти, называемая по-гречески phronema sarko, которую некоторые объясняют мудростью, некоторые — чувственностью, некоторые — привязанностью, некоторые — желанием плоти, противоборствует закону Божию. И, хотя нет осуждения для тех, кто верует и крещён, но Апостол признаёт, что вожделение и похоть по природе своей греховны.
10. О свободной воле. Состояние человека после грехопадения Адама таково, что он не может, собственной волею и делами, обратиться к Божественным вере и призванию. Поэтому в нас нет силы творить дела, угодные Богу, без благодати Божией во Христе. Эта благодать предупреждает нас о необходимости иметь добрую волю, и соработает нам, если мы эту добрую волю имеем.
11. О человеческом оправдании. Мы признаёмся праведными перед Богом только благодаря заслугам Господа и Спасителя Иисуса Христа через веру, а не нашими делами или заслугами. Следовательно, наше оправдание только верой — наиболее полезное учение, исполненное утешения, что ярко выражено в Проповеди об оправдании.
12. О добрых делах. Добрые дела, являющиеся плодом веры и следствием нашего оправдания, не могут уничтожить наши грехи и умерить праведный суд Божий. Но добрые дела угодны и принимаются Богом во Христе как необходимый плод истинной и живой веры, более того, именно добрыми делами познаётся живая вера, как и дерево познаётся по плоду.
13. О делах, совершённых до оправдания. Дела, совершённые до пришествия благодати Христовой и вдохновения Духа Святого, не угодны Богу, потому что не являются плодом веры в Иисуса Христа. Эти дела не делают человека достойным благодати или (как утверждали схоласты) заслуживающим благодати. Более того, поскольку они не сделаны так, как Бог желал и заповедал им быть сделанными, мы не сомневаемся, что такие дела по природе греховны.
14. О сверхдолжных делах. О делах, добровольно совершённых более и свыше Божиих заповедей, называемых сверхдолжными делами, могли учить только высокомерные и неблагочестивые. Ибо, тем самым эти учителя заявляли, что они не только полностью выполнили свой долг перед Богом, но и сделали во имя Его более, чем от них Бог требовал. А между тем Христос ясно сказал: «Когда исполните всё повеленное вам, говорите: мы рабы ничего не стоящие»
15. О Христе, едином безгрешном. В Своей совершенной человеческой природе Христос стал подобен нам во всём, кроме греха, от которого Он был совершенно свободен, как по плоти, так и по духу. Он стал непорочным агнцем и, принеся Себя Самого в единократную жертву, взял на Себя грех мира, и, по выражению святого Иоанна, греха нет в Нём. Мы же все, хотя крещены и возрождены во Христе, много согрешаем; так что, если говорим, что не имеем греха, — обманываем самих себя, и истины нет в нас
16. О грехе после крещения. Не всякий смертный грех, добровольно совершённый после крещения, является грехом против Святого Духа и непростителен. Поэтому в даре покаяния нельзя отказывать тем, кто впал в грех после Крещения. Приняв Святого Духа, мы можем отпасть от благодати и впасть в грех, но по милости Божией можем вновь восстать от греха и исправить нашу жизнь. Поэтому осуждению подлежат как те, кто говорят, что больше не могут грешить в этой жизни, так и те, кто отказывает в прощении искренне кающемуся.
17. О предопределении и избрании. Предопределение к жизни — вечная цель Бога, Он ещё до основания мира в Своём неизменном совете, тайном для нас, определил избавить от проклятия и осуждения тех, кого Он во Христе избрал от людей, и привести их во Христе к вечному спасению, подобно сосудам в чести. Те, кто наделён столь превосходным благом Божьим, будут призваны Им посредством Его Духа, действующего в в своё время, по благодати исполняют своё призвание, они свободно оправданы, они — сыны Божии по усыновлению, сотворённые подобными образу Его единородного Сына Иисуса Христа. Таковые благочестиво живут, исполнены добрых дел и по милости Божией достигают вечного блаженства.
Благочестивое размышление о предопределении и нашем избрании во Христе дарует сладостное, благоприятное и несказанное утешение живущим праведно. И такое действие производит в них Дух Христов, умерщвляя в них дела плоти и земных членов, устремляя свой разум к высокому и небесному, утверждая и подтверждая их веру в вечное спасение, которым они смогут наслаждаться через Христа, так и потому, что это горячо воспламеняет их любовь к Богу. Напротив, любопытным и плотским людям, лишённым Духа Христова, постоянно иметь перед глазами приговор Божественного предопределения — самое опасное состояние, из которого дьявол увлекает их либо в отчаяние, либо в несчастье самой скверной жизни, что не менее опасно, чем отчаяние.
Следовательно, нам должно принимать Божественные обетования так, как они обычно изложены в Священном Писании, и в наших делах следовать воле Божией, к чему и призывает нас Слово Божие.
18. О достижении вечного спасения исключительно именем Христовым. Прокляты также те, кто осмелиться сказать, что каждый человек будет спасён законом или принадлежностью к секте, так что ему надлежит лишь жить в соответствии с этим законом и природным разумом. Но Священное Писание указывает нам, что человекам можно спастись только именем Иисуса Христа.
19. О Церкви. Видимая Церковь Христова есть собрание верных, в котором проповедуется чистое слово Божие и должным образом совершаются таинства, в соответствии с указаниями Христа. Как Церкви Иерусалима, Александрии и Антиохии ошибались, так и Римская церковь ошибалась, причём не только в религиозной жизни и способе проведения церемоний, но и в вопросах веры.
20. Об авторитете Церкви. Церковь имеет право устанавливать обряды и церемонии, а также обладает авторитетом в спорах о вере. Но Церковь не может ни устанавливать что-либо противное писанному слову Божию, ни толковать одну часть Писания в противоречии с другой его частью. Хотя Церковь хранит и утверждает Священное Писание, она не должна ни постановлять что-либо противное Писанию, ни должна принуждать к чему-либо, во что можно верить ради необходимости спасения.
21. Об авторитете Вселенских соборов. Вселенские соборы не могут быть созваны без указания и воли правителей. Будучи созваны, эти соборы, являясь собранием людей, из которых не все водимы Духом и Словом Божиим, могут ошибаться и иногда ошибались, даже в вопросах о Боге. Поэтому их постановления, как необходимые для спасения, не имеют ни силы, ни авторитета, если только не будет объявлено, что они взяты из Священного Писания.
22. О Чистилище. Римская доктрина о Чистилище, помиловании, почитании образов и реликвий, а также о призывании святых есть напрасный вымысел, не основанный на свидетельстве Писания и даже противоречащий Слову Божию.
23. О совершении общественного богослужения. Ни один человек не имеет права принимать на себя обязанности публичной проповеди или совершения общественного богослужения до того, как он будет законно призван и поставлен для этого служения. Законно призванными и поставленными мы должны почитать тех, кто был избран и призван лицами, имеющими власть в обществе призывать и поставлять служителей в винограднике Господнем.
24. О применении в общественном богослужении языка, понятного народу. Обычай совершать общественную молитву или таинства в Церкви на языке, непонятном народу, явно противоречит Слову Божию и обычаю ранней Церкви.
25. О таинствах. Таинства, установленные Христом, не просто знаки или символы христианского исповедания, но надёжные свидетельства и действенные знаки милости и благоволения Божия к нам, оживляющие, а также укрепляющие и подтверждающие нашу веру в Него.
Есть два таинства, установленные нашим Господом Христом в Евангелии, — крещение и вечеря Господня.
Ещё пять обрядов, обычно называемых таинствами, а именно миропомазание, покаяние, священство, брак и соборование, не должны считаться евангельскими таинствами. Они частично выросли из развращенных последователей Апостолов, частично являются состояниями жизни, разрешенными в Священном Писании. Но они не имеют такой же природы таинства, как крещение и вечеря Господня, поскольку не содержат видимых знамений и церемоний, установленных Богом.
Таинства не были установлены Богом, чтобы смотреть на них или носить их, но для должного их использования. В тех, кто достойно принимает их, таинства производят благотворное действие; в тех же, кто недостойно принимает их, таинства производят осуждение, по словам Апостола Павла.
26. О священнослужителях, недостоинство которых не умаляет действительность таинств. В видимой Церкви зло всегда смешано с добром, и иногда зло получают главную власть в служении Слова и совершения таинств. Тем не менее, поскольку они совершают эти служения не своим именем, но Христовым, по Его соизволению и повелению, мы можем принимать их служение, слушать от них слово Божие и принимать таинства. Их порочность не умаляет действия Христовых повелений и благодати даров Божиих. Поэтому для всех, кто с верою праведно принимают таинства, совершаемые этими порочными людьми, эти таинства действительны в силу Христовых установлений и обетований.
Тем не менее, дисциплина Церкви требует производить исследование о порочных священнослужителях, на основании свидетельств тех, кто знает об их преступлениях, и, наконец, будучи признаны виновными, быть извергнутыми по справедливому приговору.
27. О крещении. Крещение является не только знаком исповедования и различия, которым христиане отличаются от некрещёных, но также и знамением возрождения или нового рождения. Посредством его все, должным образом принимающие крещение, становятся членами Церкви; получают обетование прощения грехов и нашего усыновления в сынов Божиих; видимым образом запечатлены Святым Духом; укрепляются в вере; возрастают в благодати молитвой к Богу. Крещение детей должно быть сохранено в Церкви, как полностью соответствующее установлениям Христовым.
28. О вечере Господней. Вечеря Господня является не только знаком любви христиан друг к другу, но таинством нашего искупления смертью Христовою. Поэтому для всех, правильно, достойно и с верою участвующих в таинстве, хлеб, который преломляем, есть причащение Тела Христова, а чаша, которую благословляем, есть причащение Крови Христовой.
Пресуществление (лат. transubstantiatio — изменение природы хлеба и вина) на Вечере Господней не может быть подтверждено Священным Писанием, противоречит ясным словам Писания, низвергает природу таинства и даёт повод для многочисленных суеверий.
Тело Христово даётся, принимается и вкушается на Вечере только в небесном и духовном смысле (англ. spirituall maner). Средство, которым Тело Христово принимается и съедается на Вечере, есть вера.
Согласно Христову установлению Таинство Вечери Господней не следует хранить, переносить, возносить или делать предметом поклонения.
29. О нечестивых, которые не едят Тела Христова во время Вечери Господней. Нечестивые и лишённые живой веры люди, хотя плотским и видимым образом и сжимают своими зубами (как говорит святой Августин) таинство Тела и Крови Христовой, ни коим образом не являются причастниками Христовыми. Напротив, они вкушают и пьют столь великое таинство к собственному осуждению.
30. О двух видах. Не подобает лишать мирян Чаши Господней, так как обе части таинства Господня, согласно Христовым установлениям и заповедям, должны преподаваться всем христианам одинаково.
31. О единственном жертвоприношении Христа, совершённом на кресте. Однажды принесенная жертва Христа является совершенным искуплением, умилостивлением и удовлетворением за все грехи всего мира, как первоначальные, так и действующие сейчас. Никакого другого удовлетворения за грех, кроме этого, нет. Жертвоприношения месс, которые, как обычно утверждалось, священники приносили Христу за живых и мёртвых для исцеления и прощения грехов, являются кощунственными баснями и опасным обманом.
32. О браке священников. Божиим законом не установлено, что епископы, священники и диаконы обязаны дать обет безбрачия или воздерживаться от брака. Поэтому они, как все прочие христиане, могут законно вступать в брак по собственному усмотрению, если они рассудят, что так лучше служить благочестию.
33. Об отлучении от Церкви. Лица, правильно отлучённые от единства Церкви, должны почитаться как язычники и мытари, пока открыто не примирятся с Церковью путём раскаяния и не будут приняты в Церковь Судьёй, обладающим такой властью.
34. О традициях в Церкви. Совершенно необязательно, чтобы традиции и церемонии были одинаковы везде, так как они были различными во все времена и могут быть изменены в соответствии с различиями стран, времён и нравов людей, лишь бы они не противоречили Слову Божию. Если кто-либо по своему разумению добровольно и намерено открыто нарушает традиции и церемонии Церкви, не противоречащие Слову Божию, назначены и одобрены общей властью, то таковой должен быть открыто обличён для назидания других, как оскорбляющий обычный порядок в Церкви, подрывающий авторитет магистрата и уязвляющий совесть своих слабых братьев.
Каждая отдельная или национальная Церковь имеет власть устанавливать, изменять или отменять церковные церемонии и обряды, установленные человеческой властью, так чтобы всё было к назиданию.
35. О проповедях. Вторая Книга проповедей, несколько названий которых приведены в настоящей статье, содержит благочестивое и полезное учение, необходимое в настоящее время, как и прежняя Книга проповедей, изданная при Эдуарде VI. Поэтому мы рассудили, что эти проповеди должны читаться в церквах старательно и отчётливо, чтобы они были понятны народу (Далее приводятся заголовки 21 проповеди).
36. О посвящении епископов и священнослужителей. Книга о посвящении архиепископов и епископов и о рукоположении священников и диаконов, изданная недавно при Эдуарде VI и одобренная в то же время парламентом, содержит всё необходимое для указанных посвящений и рукоположений, в ней нет ничего суеверного или нечестивого. Поэтому всех, кто был посвящён и рукоположён в соответствии с этой книгой, начиная со второго года правления Эдуарда VI по настоящее время, или кто будет посвящён и рукоположён в соответствии с этой книгой, мы объявляем правильно, надлежащим образом и законно посвящёнными и рукоположёнными.
37. О светских магистратах. Её королевское величество обладает верховенством в Англии и всех её владениях, и ей принадлежит верховная власть над всеми сословиями этого королевства, будь то светскими или церковными. Эта власть не принадлежит и не должна принадлежать никакой иностранной власти.
Объявляя верховную власть принадлежащей Её королевскому величеству, под этими титулами мы понимаем, что умы некоторых клеветников должны быть оскорблены. Мы не отдаём нашим властителям управления Словом Божиим или таинствами, о чём свидетельствуют недавно изданные постановления нашей королевы Елизаветы, но лишь прерогативу, которая всегда были передана Богом земным властителям в Священном Писании самим Богом, то есть, что они должны управлять всеми сословиями и степенями, вверенными им Богом, будь то церковными или светскими, а также наказывать светским мечом упорных и злых людей. Епископ Рима не имеет никаких полномочий в Английском королевстве.
Законы королевства могут предавать христиан смертной казни за совершённые ужасные и прискорбные преступления.
Мужчинам-христианам позволительно по приказу магистрата носить оружие и воевать.
38. О имуществе христиан, не являющимся общим. Богатства и имущества христиан не являются общими, что касается права, титула и владения ими, как ложно хвалятся анабаптисты. Но каждый обязан щедро раздавать милостыню бедным из своего имущества, исходя из своих возможностей.
39. О христианской клятве. Мы исповедуем, что тщетные и поспешные клятвы запрещены христианам нашим Господом Иисусом Христом. Но мы считаем, что христианская религия не запрещает, чтобы человек клялся, когда магистрат потребует этого ради веры и милосердия, так что клятва может приноситься в соответствии с учением пророков ради справедливости, суда и правды.

## 39 статей — между католической и протестантской доктринами
В первых четырёх (1-4) и восьмой статьях последовательно излагается католическая триадология (учение о Святой Троице), христология и учение о Святом Духе (с филиокве). За вычетом филиокве, без рассуждений унаследованного англиканами из католической традиции, можно говорить о вполне православном вероучении по этим вопросам и соответствии вероопределениям Никейского, Константинопольского, Эфесского и Халкидонского соборов (хотя они и не упомянуты по имени). Отношение Англиканской церкви к определениям Пятого и Шестого вселенских соборов не проглядывается в 39 статьях. 22 статья явным образом отвергает учение Седьмого вселенского собора.
39 статей подчёркивают, что христианское учение основано исключительно на Священном Писании, то есть последовательно развивает протестантский тезис «Sola Scriptura». Статьи 20—22, 25 и 34 основывают существующие догматы, обряды и церемонии Церкви только их происхождением от Писания или непротиворечием ему; всё противоречащее или просто не имеющее прямых обоснований из Писания отвергается.
Вместе с тем, 39 статей наследуют католический взгляд на авторитет Церкви и принимают в ограниченном варианте авторитет Церкви, то есть Предание. Сама Церковь определяется как «собрание верных, в котором проповедуется чистое слово Божие и должным образом совершаются таинства, в соответствии с указаниями Христа», а прямо установленная апостолом Павлом трактовка Церкви как Тела Христова не нашла места в 39 статьях. В статье 19 говорится лишь о видимой, земной Церкви, которая может ошибаться и ошибалась в вопросах веры; её соборы также не всегда руководились Святым Духом и поэтому ошибались. Тем не менее, Церковь «хранит и утверждает Писания», «обладает авторитетом в спорах о вере», «имеет право устанавливать обряды и церемонии» (статья 20), но все эти действия должны быть подтверждены и обусловлены Священным Писанием. Церковь не может устанавливать и предписывать и ничего, что бы противоречило или не находило бы подтверждения в Писании.
Священным Писанием признаются все 27 книг Нового завета и 39 книг Ветхого завета, имеющие еврейский первоисточник. Второканонические книги могут читаться «для назидания в жизни и научения праведности» (статья 6), но не могут служить источником вероучения. Такой двойственный подход к второканоническим книгам нашёл отражение в англиканском богослужении: песнь трёх отроков поётся ежедневно на утрене, отрывки книг Иудифь, Товита и Варуха используются в качестве ветхозаветных чтений на утрене и вечерне.
Типично лютеранской является доктрина о спасении исключительно через веру и только заслугой Христа. Добрые дела, хоть и «угодны и принимаются Богом во Христе как необходимый плод истинной и живой веры» (статья 12), но «не могут уничтожить наши грехи и умерить праведный суд Божий» (статья 12). Отвергаются учение о добрых делах без веры (статья 13), о сверхдолжных делах (статья 14), о спасении исполнением закона (статья 18), о бескровной жертве мессы (статья 31).
Вместе с тем, избавленная от средневековой схоластики англиканская доктрина о первородном грехе вполне православна. Согласно статье 9 первородный грех — не бесконечно великое преступление, а «повреждённость и развращённость природы каждого человека, естественным путём наследуемые потомками Адама», «немощь природы». В связи с этим, человек может спастись не своей свободной, но повреждённой первородным грехом, волей, но только благодатью.
В противоположность ранее изложенным «традиционным» доктринам, радикально зафиксированное 17 статьёй учение о предопределении и избрании, заимствованное из кальвинизма. Фаталистическая картина рисует «сладостное, благоприятное и несказанное утешение» предызбранных к спасению и «отчаяние и распутство скверной жизни» лишённых этого избрания.
39 статей признают только два таинства — крещение и евхаристию, остальные пять католических таинств не считаются таковыми у англикан из-за отсутствия прообраза или ясного указания на них в Писании. При этом чины конфирмации, бракосочетания, посвящения в епископы, священники и диаконы находятся в Книге общих молитв и, следовательно, обязательны в Англиканской церкви. Крещение младенцев допускается, как
«полностью соответствующее установлениям Христовым» (прямая полемика с анабаптистами).
Чрезвычайно эклектична англиканская доктрина о «вечере Господней». 28 статья указывает, что «достойно и с верою участвующие в таинстве» действительно причащаются Тела и Крови Христовых, а 29 — «нечестивые и лишённые живой веры люди» причастниками не становятся. Пресуществление даров и католические обычаи заготовления запасных Даров, поклонения Дарам, процессий с Дарами категорически отвергаются (статья 28). В содержащемся в Книге общих молитв чине причащения больных священник освящает Дары дома у больного, произнося определённую часть евхаристического канона. Вместе с тем, и 39 статей, и Книга общих молитв подчёркивают необходимость и спасительность благоговейного причащения. Англиканская церковь отвергла католическое представление о соприсутствии и установила причащение мирян под двумя видами (статья 30).
О Богородице 39 статей упоминают однажды — в статье 2, говорящей о воспринятии Христом «человеческих природы и сущности от чрева благословенной Девы». Ни в 39 статьях, ни в Книге общих молитв она не называется Богородицей, наиболее употребительным её именем служит Our Lady — буквальный перевод католического именования Мадонны. Статья 22 категорически запрещает призывание святых и почитание их образов и реликвий. Тем не менее, под влиянием идей Оксфордского движения в практике «Высокой Церкви» с XIX века возродилось почитание некоторых святых, а во храмах вновь помещаются иконы.

## Попытки развития 39 статей
Изначально «39 статей» рождались в полемике с католицизмом и крайними течениями Реформации, и поэтому отразили те богословские проблемы, которые были актуальны в XVI веке. В результате ряд статей посвящены малозначимым с точки зрения современного богословия вопросам (целибат духовенства, власть римского епископа, присяга в суде и прочее) и совершенно не касаются ряда фундаментальных вопросов (например, эсхатологии). Различные направления (Высокая, Низкая, Широкая церкви), сосуществующие в Англиканской церкви, предпринимали в различное время попытки уточнения и развития официальной доктрины. В 1922 году была учреждена Комиссия по доктрине, результатом работы которой стал изданный в 1938 году отчёт «Доктрина в Церкви Англии» (англ. Doctrine in the Church of England), состоявший из 3 разделов: «Доктрина Бога и искупления», «Церковь и таинства» и «Эсхатология». Этот документ так и не был одобрен собраниями духовенства и не получил официального статуса.
Более того, Англиканская церковь осознанно уклоняется от уточнения формулировок своей доктрины, в особенности в этических и социальных вопросах, представляя взгляды епископов и ведущих богословов как их частные мнения, не связывающие всю полноту Англиканского сообщества.